# توپولف تو-۳۲۴
توپولف تو-۳۲۴ (به انگلیسی: Tupolev Tu-324) یک هواگرد ساختِ کارخانهٔ توپولف در کشور اتحاد جماهیر سوسیالیستی شوروی است.